# Zing voor me
Zing voor me (Zing een liedje voor me (Frans)) is een single van Lange Frans en Thé Lau. Ze worden daarbij begeleid door strijkinstrumenten en piano. De single was te horen bij Giel Beelen en te zien in De Wereld Draait Door. Het lied gaat over mensen wier leven een wending nam die ze tegenviel. De melodie is gebaseerd op Canon in D van Johann Pachelbel.
Opvallende kenmerken zijn de gladde stem met plat Amsterdams dialect van rapper Lange Frans en de schuurstem en ABN-uitspraak van (hier) bijna-chansonnier Thé Lau. Lange Frans had het initiatief en zocht naar een passende wat droevige stem; die vond hij bij Thé Lau van The Scene.

## Hitnoteringen

### Nederlandse Top 40
| Hitnotering: 04-12-2010 t/m 19-02-2011 | Hitnotering: 04-12-2010 t/m 19-02-2011 | Hitnotering: 04-12-2010 t/m 19-02-2011 | Hitnotering: 04-12-2010 t/m 19-02-2011 | Hitnotering: 04-12-2010 t/m 19-02-2011 | Hitnotering: 04-12-2010 t/m 19-02-2011 | Hitnotering: 04-12-2010 t/m 19-02-2011 | Hitnotering: 04-12-2010 t/m 19-02-2011 | Hitnotering: 04-12-2010 t/m 19-02-2011 | Hitnotering: 04-12-2010 t/m 19-02-2011 | Hitnotering: 04-12-2010 t/m 19-02-2011 | Hitnotering: 04-12-2010 t/m 19-02-2011 | Hitnotering: 04-12-2010 t/m 19-02-2011 | Hitnotering: 04-12-2010 t/m 19-02-2011 |
| Week:                                  | 1                                      | 2                                      | 3                                      | 4                                      | 5                                      | 6                                      | 7                                      | 8                                      | 9                                      | 10                                     | 11                                     | 12                                     |                                        |
| -------------------------------------- | -------------------------------------- | -------------------------------------- | -------------------------------------- | -------------------------------------- | -------------------------------------- | -------------------------------------- | -------------------------------------- | -------------------------------------- | -------------------------------------- | -------------------------------------- | -------------------------------------- | -------------------------------------- | -------------------------------------- |
| Positie:                               | 30                                     | 18                                     | 11                                     | 9                                      | 9                                      | 6                                      | 5                                      | 7                                      | 14                                     | 17                                     | 23                                     | 34                                     | uit                                    |

### NederlandseSingle Top 100
| Hitnotering: 27-11-2010 t/m 05-03-2011 | Hitnotering: 27-11-2010 t/m 05-03-2011 | Hitnotering: 27-11-2010 t/m 05-03-2011 | Hitnotering: 27-11-2010 t/m 05-03-2011 | Hitnotering: 27-11-2010 t/m 05-03-2011 | Hitnotering: 27-11-2010 t/m 05-03-2011 | Hitnotering: 27-11-2010 t/m 05-03-2011 | Hitnotering: 27-11-2010 t/m 05-03-2011 | Hitnotering: 27-11-2010 t/m 05-03-2011 | Hitnotering: 27-11-2010 t/m 05-03-2011 | Hitnotering: 27-11-2010 t/m 05-03-2011 | Hitnotering: 27-11-2010 t/m 05-03-2011 | Hitnotering: 27-11-2010 t/m 05-03-2011 | Hitnotering: 27-11-2010 t/m 05-03-2011 | Hitnotering: 27-11-2010 t/m 05-03-2011 | Hitnotering: 27-11-2010 t/m 05-03-2011 | Hitnotering: 27-11-2010 t/m 05-03-2011 |
| Week:                                  | 1                                      | 2                                      | 3                                      | 4                                      | 5                                      | 6                                      | 7                                      | 8                                      | 9                                      | 10                                     | 11                                     | 12                                     | 13                                     | 14                                     | 15                                     |                                        |
| -------------------------------------- | -------------------------------------- | -------------------------------------- | -------------------------------------- | -------------------------------------- | -------------------------------------- | -------------------------------------- | -------------------------------------- | -------------------------------------- | -------------------------------------- | -------------------------------------- | -------------------------------------- | -------------------------------------- | -------------------------------------- | -------------------------------------- | -------------------------------------- | -------------------------------------- |
| Positie:                               | 1                                      | 2                                      | 4                                      | 4                                      | 4                                      | 3                                      | 7                                      | 9                                      | 18                                     | 21                                     | 27                                     | 36                                     | 48                                     | 61                                     | 92                                     | uit                                    |

### NPO Radio 2 Top 2000
| Nummer met noteringen in de NPO Radio 2 Top 2000 | '14  | '15 | '16  | '17  | '18  | '19  |
| ------------------------------------------------ | ---- | --- | ---- | ---- | ---- | ---- |
| Zing voor me                                     | 1276 | 642 | 1039 | 1167 | 1054 | 1129 |

1. ↑  Een vetgedrukt getal geeft de hoogste notering aan.
2. ↑  2014 was het eerste jaar met een notering voor dit nummer.
3. ↑  Deze tabel is bijgewerkt tot en met de laatste editie (2024).